# Eduardo VII del Reino Unido
Eduardo VII del Reino Unido (nacido como Albert Edward; Londres; 9 de noviembre de 1841-Londres, 6 de mayo de 1910) fue el rey del Reino Unido y de los Dominios Británicos de Ultramar y emperador de la India desde su ascenso al trono, el 22 de enero de 1901, hasta su muerte. Su reinado de más de nueve años fue conocido como la era eduardiana. También fue el primer monarca británico de la casa de Sajonia-Coburgo-Gotha, que años después fue renombrada como la casa de Windsor por su hijo, Jorge V.
Antes de su ascenso al trono, llevó el título de príncipe de Gales y fue heredero directo durante más tiempo que cualquiera de sus predecesores: 59 años, dos meses y trece días. Durante el largo reinado de su madre, la reina Victoria, fue excluido del poder político y llegó a personificar la tan de moda ociosa aristocracia.
La época eduardiana, que abarca el reinado de Eduardo y fue nombrada en su honor, coincidió con la llegada de un nuevo siglo y el inicio de cambios significativos en la tecnología y la sociedad, incluyendo el vuelo con motor y el surgimiento del socialismo. Eduardo desempeñó un papel importante en la modernización de la flota británica, la reforma de los servicios médicos del ejército y la reorganización del ejército británico después de la Segunda Guerra de los Bóeres. Eduardo fomentó las buenas relaciones entre Gran Bretaña y otros países europeos, especialmente Francia, por lo que fue conocido popularmente como «el Pacificador». Emparentado con la mayoría de casas reales de Europa, también se le llegó apodar como el «Tío de Europa».

## Primeros años

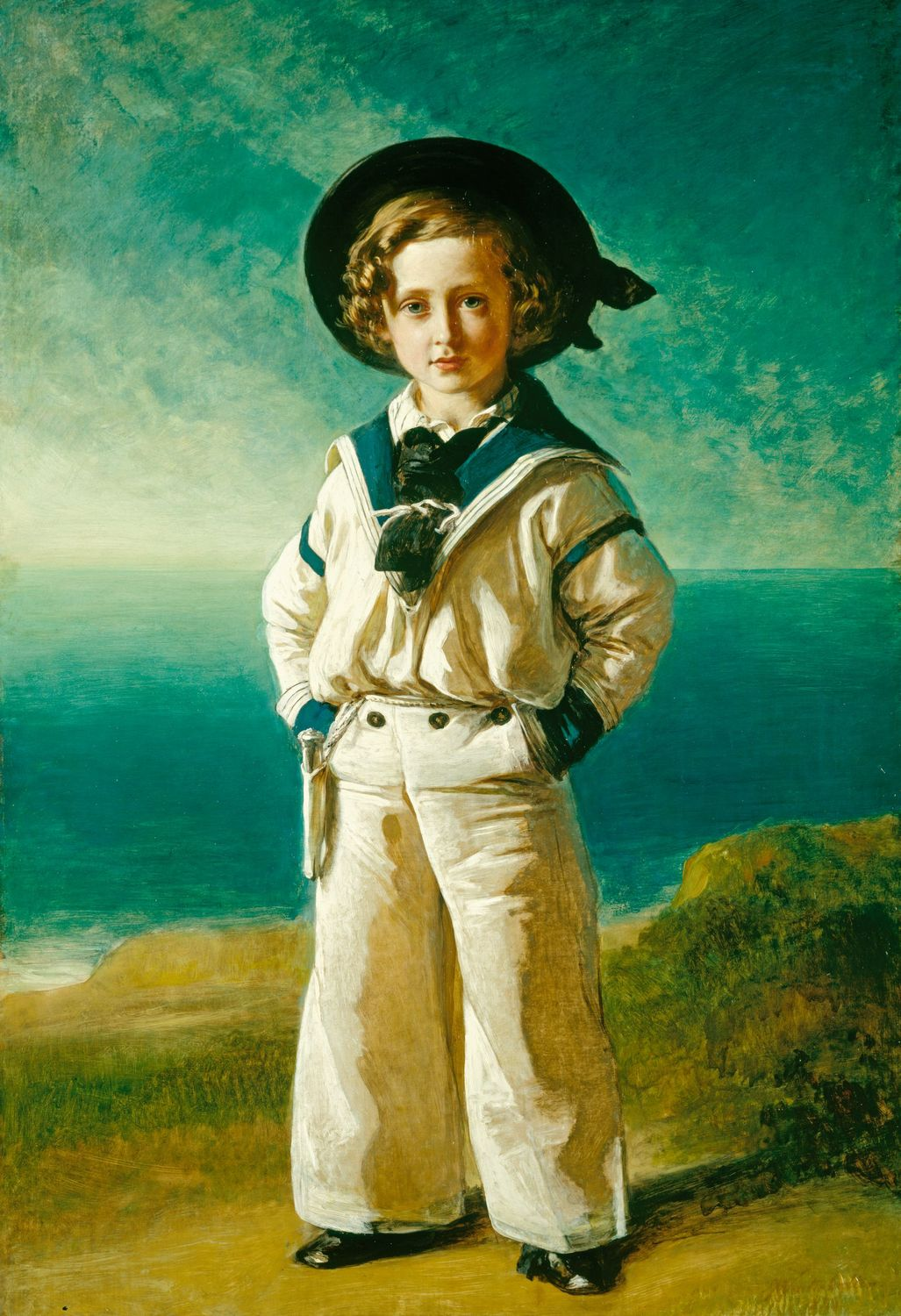
Alberto Eduardo, príncipe de Gales en 1846 (Royal Collection, palacio de St James).

Eduardo nació a las 10:48:53 de la mañana del 9 de noviembre de 1841 en el Palacio de Buckingham. Su madre era la reina Victoria del Reino Unido, la única hija del príncipe Eduardo, duque de Kent y Strathearn y la princesa Victoria de Sajonia-Coburgo-Saalfeld. Su padre era el príncipe Alberto de Sajonia-Coburgo-Gotha, primo y príncipe consorte de Victoria. Fue bautizado como Alberto Eduardo, el 25 de enero de 1842 en la Capilla de San Jorge en el Castillo de Windsor. Sus padrinos fueron Federico Guillermo IV de Prusia, su tío abuelo el príncipe Adolfo, duque de Cambridge, Fernando II de Portugal, su tía María de Wurtemberg, la princesa Carolina de Hesse-Kassel y su tía abuela la princesa Sofía.
Siendo hijo mayor varón de un soberano británico, adquirió de forma automática los títulos de duque de Cornualles y duque de Rothesay desde su nacimiento. Como hijo del príncipe Alberto también tuvo los títulos de príncipe de Sajonia-Coburgo-Gotha y duque de Sajonia. La reina Victoria le otorgó el título de príncipe de Gales y conde de Chester el 8 de diciembre de 1841. El 9 de noviembre de 1853 se le concedió el título de conde de Dublín y fue nombrado caballero de la Orden de la Jarretera. El 24 de mayo de 1867 fue investido caballero de la Orden del Cardo. En 1863 renunció a sus derechos sucesorios sobre el Ducado de Sajonia-Coburgo-Gotha en favor de su hermano menor, Alfredo, posteriormente duque de Edimburgo.

### Educación
La reina Victoria y el príncipe Alberto estaban decididos a que su hijo mayor tuviera una educación que lo preparara para ser un monarca constitucional modelo. A los siete años, Eduardo emprendió un riguroso programa educativo ideado por el príncipe Alberto y supervisado por varios profesores. A diferencia de su hermana mayor, Eduardo no sobresalió en los estudios. Intentó alcanzar las expectativas de sus padres, pero fue en vano. Aunque no fue un estudiante destacado —sus verdaderos talentos eran el encanto, la sociabilidad y el tacto—, Benjamin Disraeli lo describió como inteligente, informado y de agradables modales.
Después de un viaje educativo a Roma, que realizó en los primeros meses de 1859, pasó el verano de ese año estudiando en la Universidad de Edimburgo bajo la tutela de Lyon Playfair, entre otros. En octubre se matriculó como estudiante en el Christ Church en Oxford. Libre de las restricciones educativas impuestas por sus padres, por vez primera disfrutó del estudio y realizó satisfactoriamente sus exámenes. En 1861, fue transferido al Trinity College en Cambridge, donde estudió la cátedra de historia bajo la tutela de Charles Kingsley, Regius Professor de Historia Moderna. Los esfuerzos de Kingsley consiguieron las mejores actuaciones académicas en la vida de Eduardo y este realmente espera con ansias las clases del profesor.

## Juventud

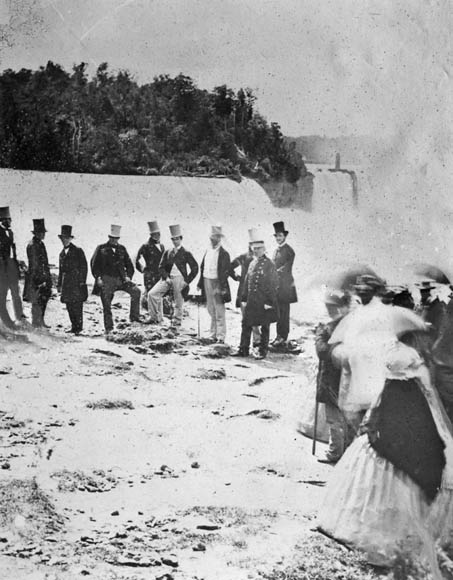
Eduardo en las cataratas del Niágara en 1860.

En 1860, Eduardo emprendió la primera gira por América del Norte realizada por un heredero al trono británico. Su genial buen humor y bonhomía convirtieron la gira en un gran éxito. Inauguró el puente Victoria en Montreal, que cruza el río San Lorenzo, y colocó la piedra angular en Parliament Hill en Ottawa. Observó a Charles Blondin atravesar las cataratas del Niágara sobre la cuerda floja y permaneció durante tres días con el presidente James Buchanan en la Casa Blanca. Buchanan acompañó al príncipe a Mount Vernon, a presentar sus respetos ante la tumba de George Washington. Vastas multitudes lo saludaron en todas partes. Conoció a Henry Wadsworth Longfellow, Ralph Waldo Emerson y Oliver Wendell Holmes. Se dijeron oraciones por la familia real en la Iglesia de la Trinidad de Nueva York por primera vez desde 1776. La gira de cuatro meses a lo largo de Canadá y Estados Unidos impulsó considerablemente la confianza y la autoestima de Eduardo y tuvo muchos beneficios diplomáticos para Gran Bretaña.
A su regreso, Eduardo esperaba seguir una carrera en el ejército británico, pero le fue negado porque él era el heredero al trono. Sus rangos militares fueron honorarios. En septiembre de 1861, Eduardo fue enviado a Alemania, supuestamente para observar maniobras militares, pero en realidad con el fin de que tuviera una reunión con la princesa Alejandra de Dinamarca, la hija mayor del príncipe Christian de Dinamarca y de su esposa Luisa. La reina Victoria y el príncipe Alberto habían decidido que Eduardo y Alejandra debían casarse. Se conocieron en Espira el 24 de septiembre bajo los auspicios de su hermana, la princesa heredera de Prusia. La hermana de Eduardo, siguiendo las instrucciones de su madre, se había encontrado con la princesa danesa Alejandra en Strelitz en junio; ésta le causó una impresión muy favorable al joven príncipe que quedó prendado de su gran belleza. Eduardo y Alejandra simpatizaron desde el principio. La reunión fue favorable para ambas partes y los planes de matrimonio avanzaron.
A partir de esta época Eduardo comenzó a formarse una reputación de playboy. Decidido a obtener cierta experiencia militar, Eduardo asistió a maniobras del ejército en Irlanda. Durante ese tiempo, la actriz Nellie Clifden fue introducida a escondidas en su tienda por sus compañeros oficiales. El príncipe Alberto, aunque enfermo, quedó consternado y visitó a Eduardo en Cambridge para reprenderlo. Alberto murió en diciembre de 1861, apenas dos semanas después de la visita. La reina Victoria estaba inconsolable, por el resto de su vida vistió de luto y culpó a Eduardo por la muerte de su padre. En primer lugar, consideraba con disgusto a su hijo como frívolo, indiscreto e irresponsable. Victoria le escribió a su hija mayor: «No puedo, ni podré, mirarlo sin estremecerme».

## Matrimonio e hijos

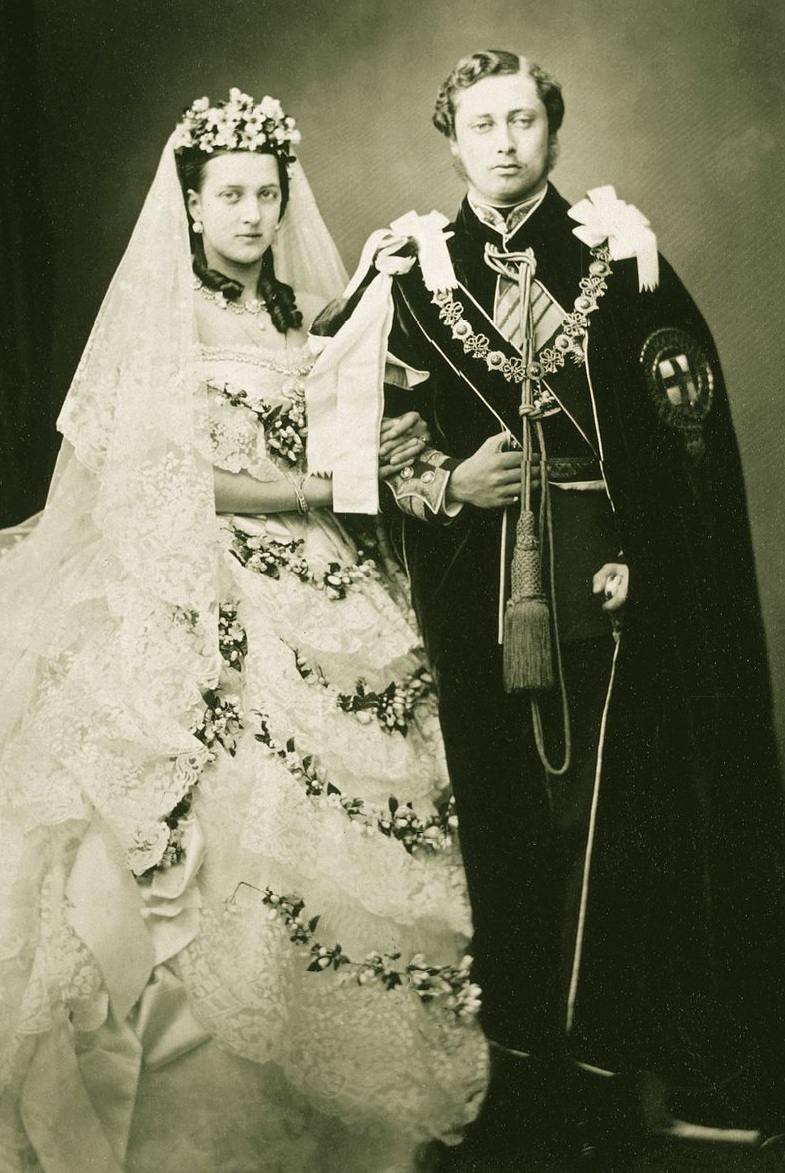
Eduardo y Alejandra el día de su boda en 1863.

Después de enviudar, la reina Victoria se retiró de la vida pública, pero poco después de que muriera el príncipe Alberto se las arregló para que Eduardo partiera en una extensa gira por el Oriente, que incluía Egipto, Jerusalén, Damasco, Beirut y Constantinopla. Tan pronto como regresó a Gran Bretaña se hicieron preparativos para su compromiso, que fue formalizado en el Castillo Real de Laeken en Bélgica el 9 de septiembre de 1862. Eduardo y Alejandra se casaron en la capilla de St. George en el Castillo de Windsor el 10 de marzo de 1863. Eduardo tenía 21 años y Alejandra, 18.
Eduardo y su esposa establecieron Marlborough House como su residencia de Londres y Sandringham House, en Norfolk, como su casa de campo. El matrimonio contó con la desaprobación de ciertos círculos porque la mayoría de los familiares de la reina Victoria eran alemanes y Dinamarca estaba en desacuerdo con Alemania sobre los territorios de Schleswig-Holstein. Cuando el padre de Alejandra heredó el trono de Dinamarca en noviembre de 1863, la Confederación Alemana aprovechó la oportunidad para invadir y anexionarse Schleswig-Holstein. La reina Victoria mantuvo opiniones contradictorias sobre si la pareja resultaría adecuada dado el clima político. Después del matrimonio, expresó su preocupación por el estilo de vida social de la pareja e intentó imponerles su punto de vista en diversas cuestiones, incluyendo los nombres de sus hijos. La pareja tuvo seis vástagos, al parecer, todos fueron prematuros; el biógrafo Richard Hough pensaba que la princesa engañaba deliberadamente a la reina Victoria sobre la fecha probable de parto porque 
no quería que estuviera presente cuando daba a luz.
- Príncipe Alberto Víctor.
- Príncipe Jorge, futuro Jorge V.
- Princesa Luisa.
- Princesa Victoria.
- Princesa Maud.
- Príncipe Alejandro.

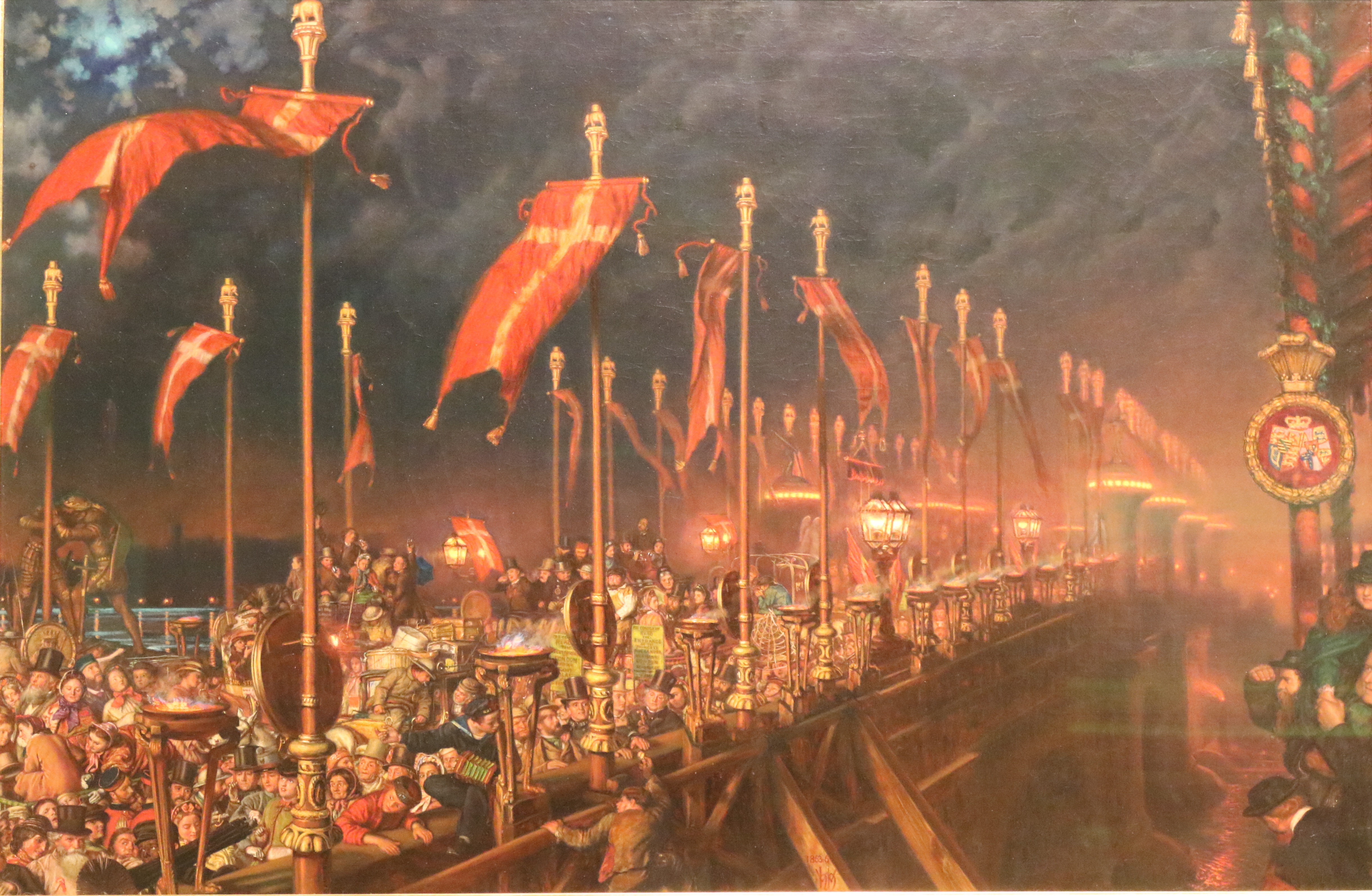
El puente de Londres en la noche de la boda del príncipe y princesa de Gales, pintura de William Holman Hunt (1864)

Eduardo tuvo varias amantes a lo largo de su vida matrimonial: la actriz Lillie Langtry; lady Randolph Churchill, madre de Winston Churchill; Daisy Greville, condesa de Warwick; la actriz Sarah Bernhardt; Susan Pelham-Clinton; la cantante Hortense Schneider;  la prostituta Giulia Barucci; la acaudalada filántropa Agnes Keyser y Alice Keppel. Se calcula que, por lo menos, tuvo cincuenta y cinco relaciones extramatrimoniales. No siempre quedó claro hasta qué punto llegaron estas relaciones. Eduardo siempre se esforzó por ser discreto, pero no consiguió impedir los rumores ni las especulaciones de la prensa. Una de las bisnietas de Alice Keppel, Camilla Parker Bowles, se convirtió en la amante y, posteriormente, esposa de Carlos, príncipe de Gales. Se rumoreó que la abuela de Camilla, Sonia Keppel (nacida en mayo de 1900), era hija ilegítima de Eduardo, pero «casi seguramente» era hija de George Keppel, con quien guardaba un notable parecido. Eduardo nunca reconoció a sus hijos ilegítimos. Se cree que Alejandra fue consciente de muchos de sus romances y que los aceptaba.
En 1869, sir Charles Mordaunt, miembro del parlamento británico, amenazó con nombrar a Eduardo como corresponsable en su juicio de divorcio. Finalmente no lo hizo, pero Eduardo fue llamado como testigo en el caso a principios de 1870. Se demostró que Eduardo había visitado la casa de los Mordaunt mientras sir Charles estaba en la Cámara de los Comunes. Aunque no fue probado nada más y Eduardo negó haber cometido adulterio, la sugerencia de deshonestidad fue dañina.

## Heredero presuntivo

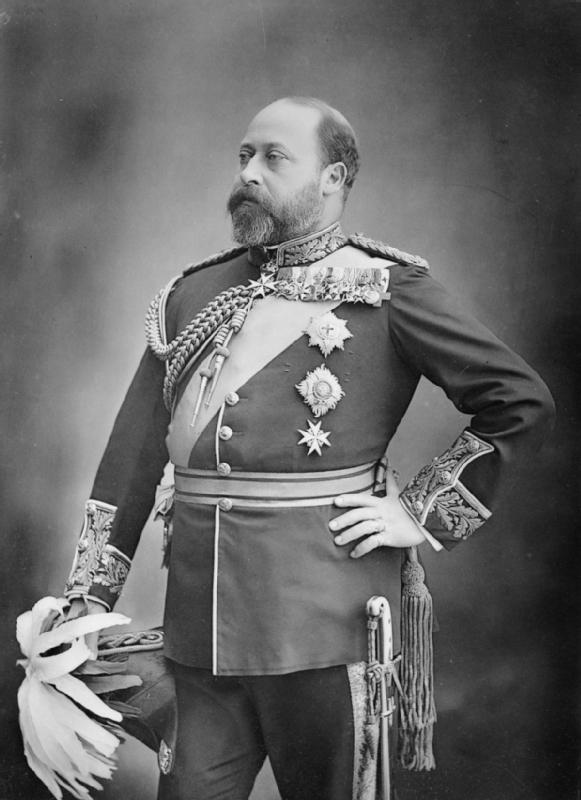
El príncipe de Gales en 1889.

Durante la viudez de la reina Victoria, Eduardo fue pionero en la idea de las apariciones reales públicas tal como las conocemos ahora —por ejemplo, la inauguración del Thames Embankment en 1871, del túnel Mersey en 1886 y del puente de la Torre en 1894. Sin embargo, su madre no le permitió desempeñar un papel activo en el funcionamiento del país hasta 1898. Se le enviaban resúmenes de los documentos importantes del Gobierno, pero se negó a darle acceso a los originales. Molestó a su madre por posicionarse a favor de Dinamarca en el asunto de Schleswig-Holstein en 1864 (la reina era progermánica) y el mismo año la molestó nuevamente por hacer un esfuerzo especial para encontrarse con Garibaldi. El primer ministro liberal William Gladstone le enviaba documentos secretamente.
En 1870, el sentimiento republicano en Gran Bretaña recibió un impulso cuando el emperador francés Napoleón III fue derrotado en la Guerra franco-prusiana y fue declarada la Tercera República Francesa. Sin embargo, en el invierno de 1871, un roce con la muerte condujo a una mejora tanto en la popularidad de Eduardo, como en la relación con su madre. Durante su estadía en el Londesborough Lodge, cerca de Scarborough en Yorkshire del Norte, Eduardo contrajo la fiebre tifoidea, la enfermedad que se pensaba que había matado a su padre. Hubo una gran preocupación nacional y uno de sus invitados (lord Chesterfield) murió. La recuperación de Eduardo fue recibida con alivio casi universal. Como parte de las celebraciones públicas, Arthur Sullivan compuso Festival Te Deum. Eduardo cultivó relaciones de amistad con políticos de todos los partidos, incluidos los republicanos, y en gran medida esto disipó cualquier sentimiento residual en su contra. Desde 1886, el secretario de asuntos exteriores, lord Rosebery, le enviaba despachos de su oficina, y desde 1892 se le permitió el acceso a algunos papeles del gabinete.
En 1875, Eduardo partió para la India en una extensa gira de ocho meses por el subcontinente. Sus consejeros comentaron sobre su costumbre de tratar a todas las personas por igual, independientemente de su clase social o color de piel. En cartas a su casa, se quejó del trato que los funcionarios británicos les daban a los nativos: «Porque un hombre tenga la cara negra y una religión diferente a la nuestra, no hay razón por la que deba ser tratado como un bruto». Al final de la gira, su madre recibió del Parlamento el título de emperatriz de la India, en parte como resultado del éxito de la gira.
Eduardo fue mecenas de las artes y las ciencias y ayudó a fundar el Royal College of Music. Inauguró el colegio en 1883 con las palabras: «Las lecciones ya no pueden estar separadas de las aulas [...] Clamo por la música que produce esa unión de sentimientos que tanto deseo promover». Al mismo tiempo disfrutó de los deportes y los juegos de azar y fue un entusiasta cazador. Ordenó que todos los relojes en Sandringham estuvieran adelantados media hora para tener más tiempo para disparar. Esta tradición llamada Sandringham time continuó hasta 1936, cuando fue abolida por Eduardo VIII. También estableció un campo de golf en Windsor. Para la década de 1870, el futuro rey había tomado gran interés en las carreras de caballos y las carreras de obstáculos. En 1896, su caballo Persimmon ganó el Derby de Epsom y el St. Leger Stakes. En 1900, el hermano de Persimmon, Diamond Jubilee, ganó cinco carreras (el Derby, el St Leger, el 2,000 Guineas Stakes, Newmarket Stakes y Eclipse Stakes) y otro de los caballos de Eduardo, Ambush II, ganó el Grand National.
En todo el mundo fue considerado como un árbitro de la moda masculina. Puso de moda el tweed, los sombreros Homburg y las chaquetas Norfolk y popularizó el uso de la corbata negra con esmoquin, en lugar de corbata blanca y frac. Fue pionero en el planchado de las piernas de los pantalones de lado a lado en lugar del ahora normal planchado con pliegues al frente y atrás, y se cree que introdujo el cuello de camisa que se levanta y se dobla. Un purista del buen vestir, se dice que amonestó al primer ministro, lord Salisbury, por llevar los pantalones de miembro del Trinity House con la chaqueta del Consejo Privado. Inmerso en una crisis internacional, el primer ministro le contestó al príncipe de Gales, que había sido una mañana oscura y «mi mente debe haber estado ocupada en algún tema de menor importancia». La tradición masculina de dejar sin abrochar el botón inferior del chaleco se dice que está vinculada con Eduardo, quien supuestamente dejó de hacerlo debido a su gran circunferencia abdominal. Su cintura medía 122 cm poco antes de su coronación. Introdujo la práctica de comer rosbif, papas al horno, salsa de rábano y Yorkshire pudding los domingos, que sigue siendo uno de los platos favoritos británicos para el almuerzo del domingo.

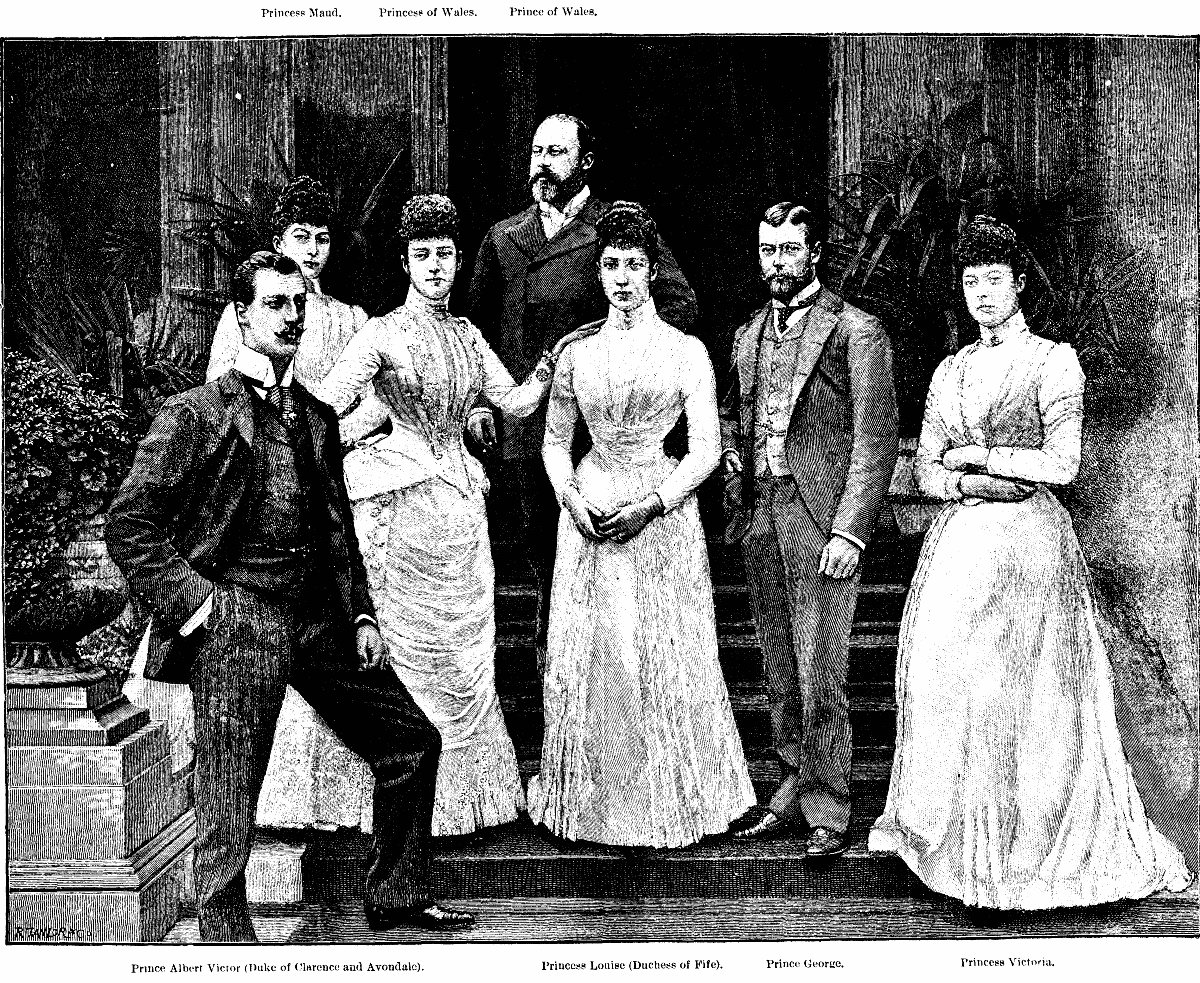
La familia del príncipe de Gales en una ilustración de 1891 (basada en una fotografía de 1889): (izq. a derecha) El príncipe Alberto Víctor, la princesa Maud, la princesa de Gales, el príncipe de Gales, la princesa Luisa, el príncipe Jorge y la princesa Victoria.

En 1891, Eduardo estuvo envuelto en el real escándalo del bacará, cuando hizo público que había participado en un juego de cartas ilegal el año anterior. El príncipe se vio obligado a aparecer como testigo ante el tribunal por segunda ocasión cuando uno de los jugadores demandó a sus compañeros por difamación tras ser acusado de hacer trampa —finalmente la demanda no tuvo éxito. En el mismo año Eduardo estuvo involucrado en un conflicto personal, cuando lord Charles Beresford amenazó con revelar detalles de la vida privada de Eduardo a la prensa, como protesta contra por la interferencia de Eduardo en el romance de Beresford con Daisy Greville, condesa de Warwick. La amistad entre los dos hombres se dañó irreversiblemente y el resentimiento de ambos duraría el resto de sus vidas. Por lo general los arrebatos de temperamento de Eduardo eran de corta duración y «después de dejarse ir... [podía] suavizar los problemas siendo especialmente agradable».
En diciembre de 1891, el príncipe Alberto Víctor, el hijo de Eduardo, se comprometió con la princesa Victoria María de Teck. Pocas semanas después del compromiso, Alberto Víctor murió de neumonía. Eduardo estaba desconsolado. «Perder nuestro hijo mayor», escribió, «es una de esas calamidades que uno nunca puede superar». Eduardo le dijo a la reina Victoria: «[Podría] haber dado mi vida por la suya, ya que no le doy ningún valor a la mía». Alberto Víctor fue el segundo de los hijos de Eduardo en morir. En 1871, su hijo Alejandro Juan murió apenas 24 horas después de nacer. En aquella ocasión, Eduardo insistió en colocar personalmente al pequeño en su féretro «con lágrimas corriendo por sus mejillas».
El 4 de abril de 1900, durante un viaje a Dinamarca a través de Bélgica, Eduardo fue víctima de un intento de asesinato, cuando Jean-Baptiste Sipido le disparó en protesta por la Guerra Bóer. Sipido escapó a Francia; el retraso percibido de las autoridades belgas en la solicitud de extradición, combinado con el disgusto británico por las atrocidades belgas en el Congo, empeoraron la de por sí ya mala relación entre el Reino Unido y el continente. Sin embargo, en los próximos diez años, la afabilidad y la popularidad de Eduardo, así como su uso de las conexiones familiares, ayudaron a Gran Bretaña en la construcción de alianzas europeas.

## Ascensión al trono

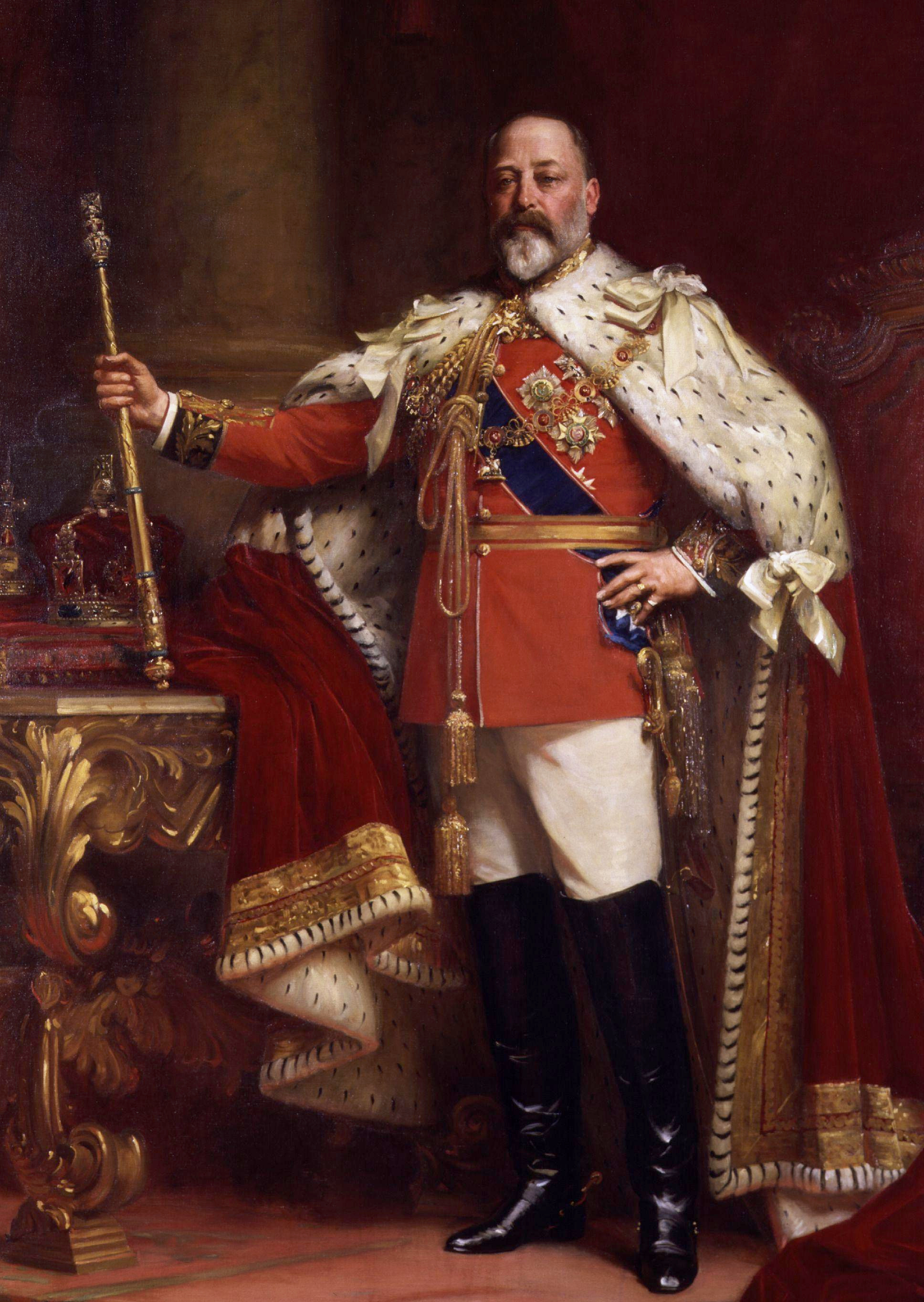
Eduardo VII en su coronación, en 1902, retratado por Luke Fildes, National Portrait Gallery, Londres.

Cuando la reina Victoria murió el 22 de enero de 1901, Eduardo se convirtió en rey del Reino Unido, emperador de la India y, como una innovación, rey de los dominios británicos. Eligió reinar bajo el nombre de Eduardo VII, en lugar de Alberto Eduardo —el nombre que su madre deseaba que usara, declarando que no deseaba «infravalorar el nombre de Alberto» y disminuir el estatus de su padre con quien entre la realeza el nombre Albert debía permanecer solo. El número VII fue omitido ocasionalmente en Escocia, incluso por la iglesia nacional, en deferencia a las protestas de que los anteriores Eduardos fueron reyes ingleses que «habían sido excluidos de Escocia por batallas militares». J. B. Priestley recordaba: «Era sólo un niño cuando [Eduardo] sucedió a Victoria en 1901, pero puedo atestiguar su extraordinaria popularidad. Era de hecho el rey más popular que Inglaterra había conocido desde principios de la década de 1660».

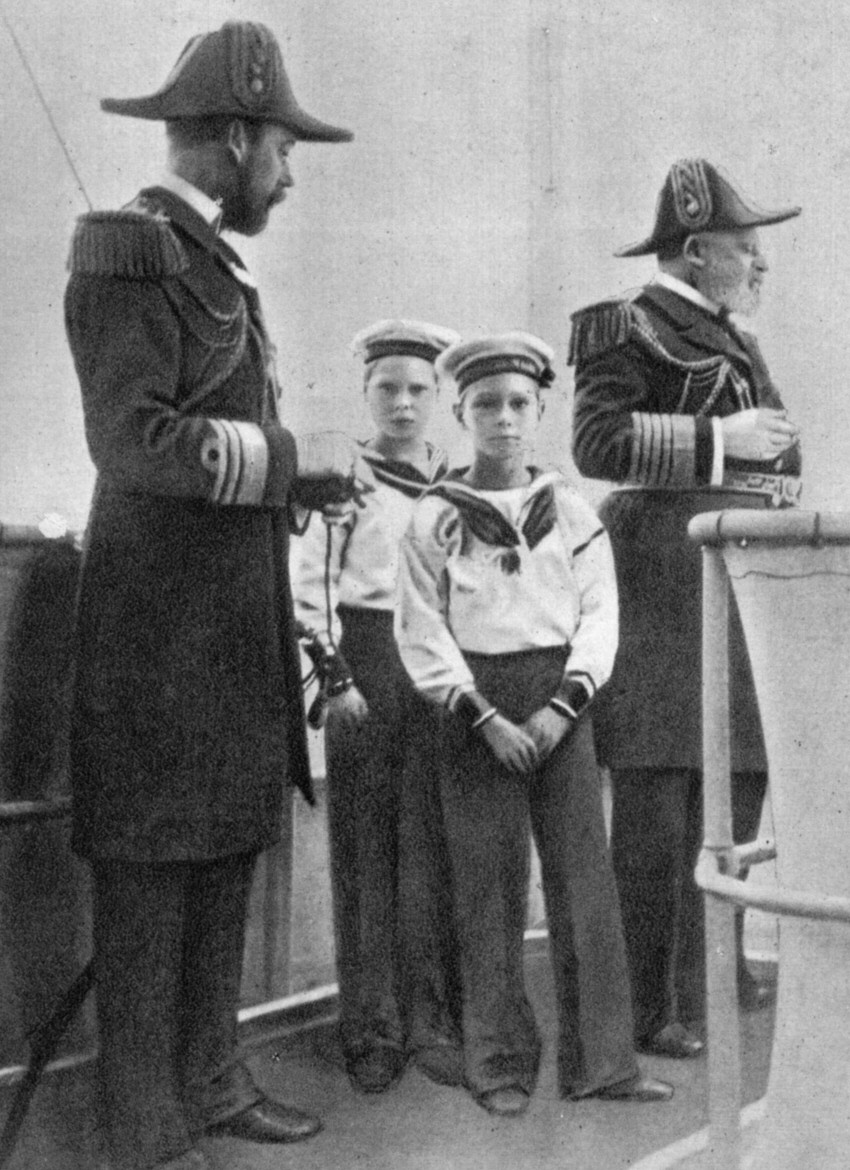
Cuatro reyes: Eduardo VII (derecha) con sus sucesores —(de izquierda a derecha) su hijo y sucesor Jorge V, sus nietos y futuros Eduardo VIII y Jorge VI.

Donó al Estado Osborne House, la casa de sus padres en la isla de Wight, y continuó viviendo en Sandringham House. Podía permitirse ser magnánimo: su secretario privado, sir Francis Knollys, afirmó que fue el primer heredero al trono con saldo positivo en sus cuentas. Las finanzas de Eduardo habían sido manejadas hábilmente por sir Dighton Probyn, contralor de palacio, que se había beneficiado de los consejos de los amigos de financieros judíos de Eduardo, como Ernest Cassel, Maurice de Hirsch y la familia Rothschild. En un momento de antisemitismo generalizado, Eduardo atrajo críticas por relacionarse abiertamente con judíos.
Eduardo VII y Alejandra fueron coronados en la abadía de Westminster el 9 de agosto de 1902 por el arzobispo de Canterbury, Frederick Temple, quien murió sólo cuatro meses más tarde. La coronación había sido programada originalmente para el 26 de junio, pero dos días antes, el 24 de junio, a Eduardo le diagnosticaron una apendicitis. La apendicitis en general no era tratada quirúrgicamente, lo que conllevaba una alta tasa de mortalidad, pero los avances en anestesia y antisepsia en los anteriores cincuenta años hicieron posible la cirugía que le salvó la vida. Sir Frederick Treves, con el apoyo de lord Lister, realizó una cirugía —en ese entonces radical— consistente en drenar el absceso del apéndice a través de una pequeña incisión. Al día siguiente, Eduardo estaba sentado en la cama fumando un cigarro. Dos semanas más tarde se anunció que el rey estaba fuera de peligro. Treves fue honrado con la dignidad de baronet (que Eduardo había arreglado antes de la cirugía) y el tratamiento quirúrgico de la apendicitis entró a formar parte de la corriente médica principal.
Eduardo reformó los palacios reales, reintrodujo las ceremonias tradicionales, como la Ceremonia de apertura del Parlamento, que su madre había dejado de lado, y fundó nuevas órdenes honorarias, como la Orden del Mérito, para reconocer las contribuciones a las artes y las ciencias. En 1902, el sah de Persia, Mozzafar ad-Din, visitó Inglaterra y esperaba recibir la Orden de la Jarretera. Eduardo se negó a darle este alto honor al sha porque la orden habitualmente era su regalo personal y el secretario de relaciones exteriores, lord Lansdowne, había prometido la orden sin su consentimiento. Eduardo también se opuso a introducir a un musulmán en una orden cristiana de caballería. Su negativa amenazó con dañar los esfuerzos británicos por ganar influencia en Persia, pero a Eduardo le molestaron los intentos de sus ministros por reducir los poderes tradicionales del rey. Finalmente cedió y el año siguiente Gran Bretaña envió una embajada especial con una Orden de la Jarretera para el sah.

## Tío de Europa

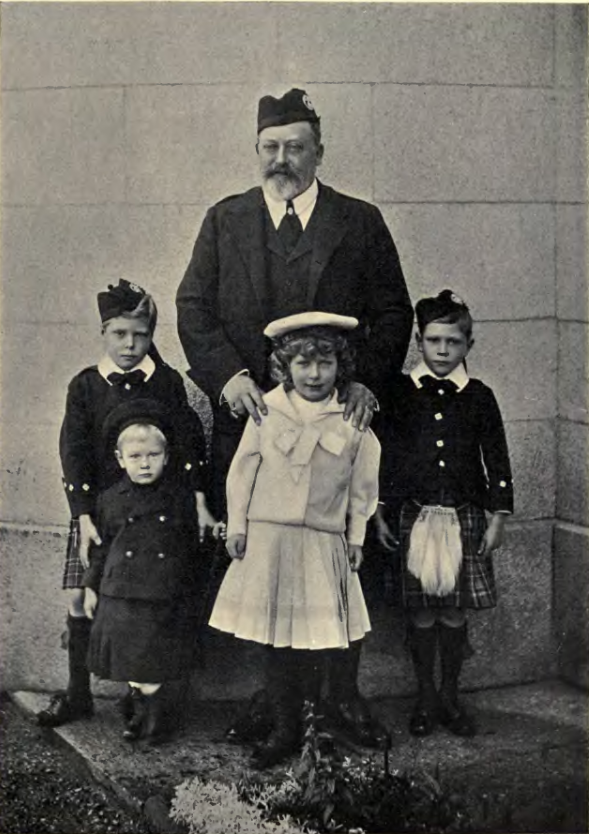
Eduardo y cuatro de sus nietos en 1902.

Como rey, los intereses principales de Eduardo residían en los campos de las relaciones exteriores y los asuntos navales y militares. Dominaba el francés y alemán, hizo varias visitas al extranjero y tomó vacaciones anuales en Biarritz y Mariánské Lázně. Uno de sus viajes al extranjero más importantes fue una visita oficial a Francia en la primavera de 1903, como invitado del presidente Émile Loubet. Una visita al papa León XIII en Roma ayudó a crear la atmósfera para la Entente Cordiale anglo-francesa, un acuerdo que delineaba las colonias británicas y francesas en África del Norte y descartaba cualquier futura guerra entre los dos países. La Entente fue negociada entre el ministro de relaciones exteriores francés, Théophile Delcassé, y el secretario de Asuntos Exteriores británico, lord Lansdowne. Firmado en Londres el 8 de abril de 1904 por Lansdowne y el embajador francés Paul Cambon, marcó el fin de siglos de rivalidad anglo-francesa y del espléndido aislamiento de Gran Bretaña de los asuntos continentales e intentó contrarrestar el predominio creciente del Imperio alemán y su aliado, el Imperio austrohúngaro.
Eduardo estaba relacionado con casi todos los monarcas europeos y llegó a ser conocido como el «Tío de Europa». El emperador Guillermo II de Alemania, el zar Nicolás II de Rusia, el gran duque Ernesto Luis de Hesse-Darmstadt, el duque Carlos Eduardo de Sajonia-Coburgo-Gotha y el duque Ernesto Augusto de Brunswick eran sobrinos de Eduardo; la reina Victoria Eugenia de España, la princesa heredera Margarita de Suecia, la princesa heredera María de Rumania, la princesa heredera Sofía de Grecia, la zarina Alejandra de Rusia, la gran duquesa Alejandra de Mecklemburgo-Schwerin y la duquesa Carlota de Sajonia-Meiningen eran sus sobrinas; el rey Haakon VII de Noruega era su sobrino por matrimonio y su yerno; el rey Jorge I de Grecia y el rey Federico VIII de Dinamarca eran sus cuñados; el rey Alberto I de Bélgica, los reyes Carlos I y Manuel II de Portugal y el zar Fernando I de Bulgaria eran sus primos segundos. Eduardo estaba fascinado con sus nietos y los consentía para consternación de sus institutrices. Sin embargo, había un familiar que a Eduardo le disgustaba, su difícil relación con su sobrino, el emperador Guillermo II, exacerbó las tensiones entre Alemania y Gran Bretaña.
En abril de 1908, durante la estancia anual de Eduardo en Biarritz, aceptó la dimisión del primer ministro británico sir Henry Campbell-Bannerman. Rompiendo con los precedentes, Eduardo invitó al sucesor de Campbell-Bannerman, H. H. Asquith, a que viajara a Biarritz para la ceremonia de besar las manos. Asquith obedeció, pero la prensa criticó la acción del rey de nombrar un primer ministro en suelo extranjero en lugar de regresar a Gran Bretaña. En junio de 1908, Eduardo se convirtió en el primer monarca británico en visitar el Imperio ruso, a pesar de haberse negado previamente en 1906, cuando las relaciones anglo-rusas eran tensas debido a las secuelas de la Guerra ruso-japonesa, el incidente de Dogger Bank y la disolución de la Duma por el zar. El mes anterior, Eduardo visitó los países escandinavos, convirtiéndose en el primer monarca británico en visitar Suecia.

## Opiniones políticas

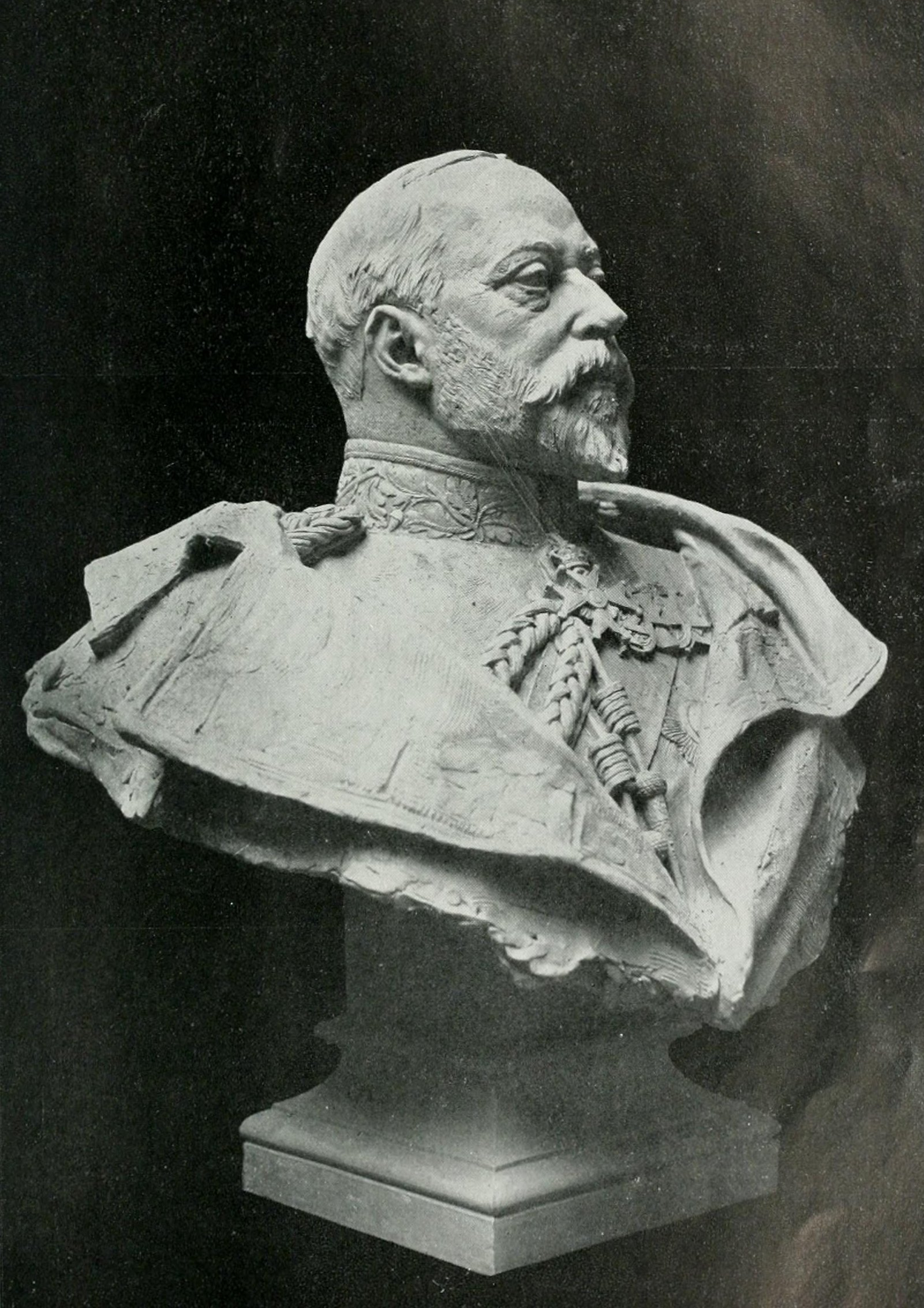
Busto de Eduardo VII por Francis Derwent Wood.

Eduardo se involucró de manera importante en los debates sobre la reforma del ejército, pues era evidente la necesidad de una reorganización después de los errores ocurridos durante la Segunda Guerra de los Bóeres. Apoyó el rediseño de la línea de mando del ejército, la creación del ejército territorial y la decisión de proporcionar una fuerza expedicionaria que apoyara a Francia en caso de que entrara en guerra con Alemania. También se sugirió una reforma de la Royal Navy, en parte debido a los presupuestos navales siempre en incremento y debido a la aparición de la Marina Imperial alemana como una nueva amenaza estratégica. Finalmente surgió una disputa entre el almirante lord Charles Beresford, que favorecía el aumento del gasto y un amplio despliegue, y el primer lord del mar, el almirante sir John Fisher, quien favorecía el ahorro, el desguace de buques obsoletos y una realineación estratégica de la Royal Navy contando con los buques torpederos para la defensa del país, respaldado por los nuevos acorazados. Eduardo le brindó apoyo a Fisher, en parte porque no le gustaba Beresford, y finalmente Beresford fue despedido. Beresford continuó su campaña fuera de la armada y Fisher finalmente anunció su dimisión a finales de 1909, aunque se mantuvieron la mayor parte de sus políticas. El rey estuvo íntimamente involucrado en la designación del sucesor de Fisher; ya que la riña entre Fisher y Beresford había dividido al servicio, la única figura conocida y verdaderamente calificada fuera de ambos bandos era sir Arthur Knyvet Wilson, quien se había retirado en 1907. Wilson estaba reacio a volver al servicio activo, pero Eduardo le convenció de lo contrario y Wilson se convirtió en el primer lord del mar el 25 de enero de 1910.
Como príncipe de Gales, Eduardo había llegado a disfrutar de las relaciones cálidas y mutuamente respetuosas con W. E. Gladstone, quien detestaba a su madre. Pero el hijo de Gladstone, el secretario del interior Herbert Gladstone, enfureció al rey porque planeaba permitir a los sacerdotes católicos llevar la eucaristía a través de las calles de Londres usando sus indumentarias eclesiásticas, y por nombrar a dos damas, Lady Frances Balfour y la señora de H. J. Tennant, para integrar una comisión real sobre la reforma de la ley de divorcio —Eduardo pensaba que era difícil discutir sobre el divorcio «con delicadeza o incluso con decencia» enfrente de las damas. Philip Magnus, el biógrafo de Eduardo, sugiere que Gladstone se convirtió en una cabeza de turco para que el rey se irritara de forma general con el gobierno liberal. Gladstone fue despedido en la remodelación ministerial del año siguiente y el rey estuvo de acuerdo, con cierta reticencia, en que se le nombrara gobernador general de Sudáfrica.
Eduardo rara vez estuvo interesado en la política, aunque sus opiniones sobre algunos temas eran notablemente liberales para la época. Durante su reinado dijo que utilizar la palabra nigger —un término en inglés para denominar a las personas de raza negra que tiene connotación peyorativa— era «vergonzoso», pese a que era de uso común. Mientras era príncipe de Gales, tuvo que ser disuadido de romper con el precedente constitucional votando abiertamente en la Cámara de los Lores por la propuesta de Ley de Representación de las Personas de 1884 de Gladstone. En otros asuntos fue menos progresista: por ejemplo, no apoyó el sufragio femenino, aunque sugirió que la reformadora social Octavia Hill integrara la Comisión de vivienda para la clase obrera. También se opuso a la Home Rule irlandesa, prefiriendo en su lugar una forma de monarquía dual. Eduardo vivió una vida de lujo que a menudo estaba lejos de la que vivían la mayoría de sus súbditos. Sin embargo, su encanto personal con personas de todos los niveles de la sociedad y su enérgica condena del prejuicio de alguna forma apaciguaron las tensiones raciales y republicanas fortalecidas durante su vida.

## Crisis constitucional

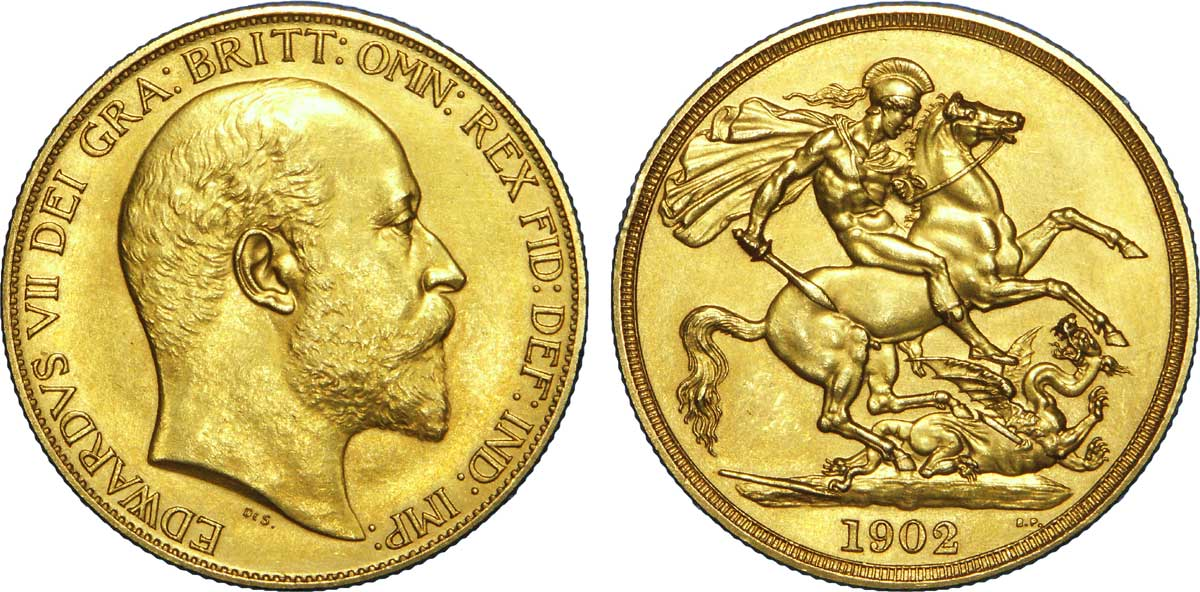
Perfil de Eduardo VII en una moneda de dos libras de 1908.

En el último año de su vida, Eduardo se vio envuelto en una crisis constitucional, cuando la mayoría conservadora en la cámara de los Lores se negó a aprobar el People's Budget (Presupuesto del pueblo), propuesto por el gobierno liberal del primer ministro H. H. Asquith. La crisis desembocó —después de la muerte de Eduardo— en la eliminación del derecho de los lores a vetar la legislación.
El rey estaba descontento con los ataques liberales a los pares, lo que incluía un polémico discurso de David Lloyd George en Limehouse. El ministro del gabinete, Winston Churchill, exigió públicamente unas elecciones generales, por lo cual Asquith pidió disculpas al consejero del rey, lord Knollys, y reprendió a Churchill en una reunión de gabinete. Eduardo estaba tan deprimido por el tono que tomaba la guerra de clases —aunque Asquith le dijo que el encono del partido había sido casi tan malo como cuando se emitió la propuesta de ley para dar autonomía a Irlanda en 1886—, que le presentó a su hijo a Richard Haldane, secretario de estado para la guerra, como «el último rey de Inglaterra». Después de que Minoru, uno de los caballos del rey, ganó el Derby el 26 de julio de 1909, Eduardo regresó a la pista al día siguiente y se rio cuando un hombre gritó: «¡Ahora, rey. Ganó el Derby. Vuelva a casa y disuelva ese maldito Parlamento!».

## Muerte
El 6 de mayo de 1910, Eduardo estaba enfermo de bronquitis. Se fumó un cigarro al mediodía y sufrió un infarto, muriendo a las 23:45 en el Palacio de Buckingham. Fue sucedido por su hijo, Jorge V.

## Legado

Escudo del Regimiento de Infantería "Arapiles" nº. 62 (Ejército español).
En este escudo se puede observar el monograma de Eduardo VII y el nombre del regimiento británico que destacó durante la batalla que le ha dado nombre. Ambas inscripciones fueron adoptadas con motivo del centenario del comienzo de la Guerra de la Independencia (1908).

Antes de ascender al trono a la edad de 59 años, Eduardo fue el príncipe heredero por más tiempo que ningún otro en la historia británica, hasta que fue superado por su tataranieto Carlos, príncipe de Gales. Como el título de príncipe de Gales no es exactamente coincidente con la posición de heredero, Eduardo sigue siendo la persona que ostentó el título durante más tiempo: 59 años y 45 días.
Como rey, Eduardo VII resultó un éxito mayor del que nadie esperaba, pero ya era un hombre viejo y tuvo poco tiempo para desempeñar ese rol. Durante su breve reinado, se aseguró de que su segundo hijo y heredero, Jorge, estuviera bien preparado para ascender al trono. Los contemporáneos describen su relación como más de hermanos cariñosos que de padre e hijo. A la muerte de Eduardo, Jorge escribió en su diario: «He perdido a mi mejor amigo y el mejor de los padres [...] Nunca tuve una sola palabra de enfado con él. Estoy abrumado por el dolor y tengo el corazón roto [...]». Eduardo recibió críticas por su aparentemente autoindulgente búsqueda del placer, pero recibió grandes elogios por sus afables y amables buenos modales y por su habilidad diplomática. Como su nieto escribió: «Su lado más ligero [...] oscurece el hecho de que tuvo conocimiento e influencia». «Tuvo un enorme entusiasmo por el placer, pero también tenía un verdadero sentido del deber», escribió J. B. Priestley. Lord Esher escribió que Eduardo era «amable, elegante y desenvuelto y no indecoroso —pero demasiado humano—». Eduardo VII fue enterrado en la capilla de San Jorge en el Castillo de Windsor. Como Barbara Tuchman señaló en su libro de historia The Guns of August, su funeral marcó «el mayor conjunto de realeza y rango jamás reunido en un solo lugar y, de esta clase, el último».
Eduardo fue enaltecido como «pacificador», pero siempre temió que su sobrino, el emperador alemán Guillermo II, podría llevar a Europa a la guerra. Cuatro años después de la muerte de Eduardo, estalló la Primera Guerra Mundial. Las reformas navales y la alianza anglo-francesa que había apoyado, así como las relaciones entre su vasta familia real, fueron puestas a prueba.
El barco líder de una nueva clase de acorazados, lanzada en 1903, fue nombrado en su honor. Muchas escuelas en Inglaterra llevan el nombre de Eduardo; dos de las más grandes están en Melton Mowbray y Sheffield. La escuela King Edward VII en Johannesburgo, Sudáfrica, es una de las más antiguas escuelas en ese país y fue nombrada en honor de Eduardo después de su muerte. El hospital King Edward Memorial Hospital en Bombay, India; el King Edward Medical University, Pakistán; King Edward Memorial Hospital for Women en Subiaco, Australia Occidental; y el King Edward VII Hall en la Universidad Nacional de Singapur llevan el nombre del rey Eduardo. El Parque Eduardo VII en Lisboa, King Edward Avenue en Vancouver, King Edward VII Avenue en Windsor y en Cardiff, Rue Edouard VII en París y King Edward Cigars también llevan su nombre. El Kew Bridge en Londres fue llamado originalmente el King Edward VII Bridge después su apertura por el rey en 1903.
Se pueden encontrar estatuas de Eduardo a través de todo el antiguo imperio, como la de Waterloo Place, Londres; Centenary Square, Birmingham; Union Street, Aberdeen; Queen's Park, Toronto; North Terrace, Adelaida; Franklin Square, Hobart; Queen Victoria Gardens, Melbourne; Phillips Square, Montreal; y en el exterior del Real Jardín Botánico de Sídney.

## Títulos, tratamientos, honores y armas

### Títulos y tratamientos
| ● 9 de noviembre de 1841-8 de diciembre de 1841: | Su alteza real el duque de Cornualles y de Rothesay |
| ● 8 de diciembre de 1841-22 de enero de 1901:    | Su alteza real el príncipe de Gales                 |
| ● 22 de enero de 1901-6 de mayo de 1910:         | Su majestad el rey (1)                              |

1. Con referencia a la India británica: Su majestad el rey-emperador[96]

También, por parte de su padre, el príncipe Alberto, obtuvo al nacimiento los títulos de príncipe de Sajonia-Coburgo-Gotha y duque de Sajonia.

### Honores

#### Reino Unido
- 9 de noviembre de 1858: Caballero de la Orden de la Jarretera.[95][96]
- 24 de mayo de 1867: Caballero de la Orden del Cardo[95][96]
- Caballero de la Orden de San Patricio entonces de San Juan.

#### Extranjeras
- 29 de febrero de 1859: Caballero de la Suprema Orden de la Santísima Anunciación.[97]

### Armas
Como príncipe de Gales, el escudo de armas de Eduardo era el escudo de armas del Reino Unido con el escudo de armas de Sajonia sobrepuesto y diferenciado por un lambel a tres pendientes en argén. Como rey, ostentó el escudo de armas del Reino Unido.
|                                                    |
| Escudo de armas como príncipe de Gales hasta 1901. |

|                                                      |
| Escudo de armas del rey Eduardo VII del Reino Unido. |

|                                                 |
| Escudo de armas del rey Eduardo VII en Escocia. |

## Ancestros
| \| \| \| \| \| \| \| \| \| \| \| \| \| \| \| \| \| \| \| \| 16. Ernesto Federico, duque de Sajonia-Coburgo-Saalfeld \| \| \| \| \| \| \| \| \| \| \| \| \| \| \| \| \| \| \| \| \| \| \| \| \| \| \| \| \| \| \| \| \| \| \| \| \| \| \| \| \| \| \| \| \| \| \| \| \| \| \| \| \| \| 8. Francisco, duque de Sajonia-Coburgo-Saalfeld \| \| \| \| \| \| \| \| \| \| \| \| \| \| \| \| \| \| \| \| \| \| \| \| \| \| \| \| \| \| \| \| \| \| \| \| \| \| \| \| \| \| \| \| \| \| \| \| \| \| \| \| \| \| 17. Princesa Sofía Antonia de Brunswick-Wolfenbüttel \| \| \| \| \| \| \| \| \| \| \| \| \| \| \| \| \| \| \| \| \| \| \| \| \| \| \| \| \| \| \| \| \| \| \| \| \| \| \| \| \| \| \| \| \| \| \| \| \| \| \| \| \| \| 4. Ernesto I, duque de Sajonia-Coburgo y Gotha \| \| \| \| \| \| \| \| \| \| \| \| \| \| \| \| \| \| \| \| \| \| \| \| \| \| \| \| \| \| \| \| \| \| \| \| \| \| \| \| \| \| \| \| \| \| \| \| \| \| \| \| \| \| 18. Enrique XXIV, conde de Reuss-Ebersdorf \| \| \| \| \| \| \| \| \| \| \| \| \| \| \| \| \| \| \| \| \| \| \| \| \| \| \| \| \| \| \| \| \| \| \| \| \| \| \| \| \| \| \| \| \| \| \| \| \| \| \| \| \| \| 9. Condesa Augusta de Reuss-Ebersdorf \| \| \| \| \| \| \| \| \| \| \| \| \| \| \| \| \| \| \| \| \| \| \| \| \| \| \| \| \| \| \| \| \| \| \| \| \| \| \| \| \| \| \| \| \| \| \| \| \| \| \| \| \| \| 19. Condesa Carolina Ernestina de Erbach-Schönberg \| \| \| \| \| \| \| \| \| \| \| \| \| \| \| \| \| \| \| \| \| \| \| \| \| \| \| \| \| \| \| \| \| \| \| \| \| \| \| \| \| \| \| \| \| \| \| \| \| \| \| \| \| \| 2. Príncipe Alberto de Sajonia-Coburgo y Gotha \| \| \| \| \| \| \| \| \| \| \| \| \| \| \| \| \| \| \| \| \| \| \| \| \| \| \| \| \| \| \| \| \| \| \| \| \| \| \| \| \| \| \| \| \| \| \| \| \| \| \| \| \| \| 20. Ernesto II, duque de Sajonia-Gotha-Altenburgo \| \| \| \| \| \| \| \| \| \| \| \| \| \| \| \| \| \| \| \| \| \| \| \| \| \| \| \| \| \| \| \| \| \| \| \| \| \| \| \| \| \| \| \| \| \| \| \| \| \| \| \| \| \| 10. Augusto, duque de Sajonia-Gotha-Altenburgo \| \| \| \| \| \| \| \| \| \| \| \| \| \| \| \| \| \| \| \| \| \| \| \| \| \| \| \| \| \| \| \| \| \| \| \| \| \| \| \| \| \| \| \| \| \| \| \| \| \| \| \| \| \| 21. Princesa Carlota de Sajonia-Meiningen \| \| \| \| \| \| \| \| \| \| \| \| \| \| \| \| \| \| \| \| \| \| \| \| \| \| \| \| \| \| \| \| \| \| \| \| \| \| \| \| \| \| \| \| \| \| \| \| \| \| \| \| \| \| 5. Princesa Luisa de Sajonia-Gotha-Altenburgo \| \| \| \| \| \| \| \| \| \| \| \| \| \| \| \| \| \| \| \| \| \| \| \| \| \| \| \| \| \| \| \| \| \| \| \| \| \| \| \| \| \| \| \| \| \| \| \| \| \| \| \| \| \| 22. Federico Francisco I, Gran Duque de Mecklemburgo-Schwerin \| \| \| \| \| \| \| \| \| \| \| \| \| \| \| \| \| \| \| \| \| \| \| \| \| \| \| \| \| \| \| \| \| \| \| \| \| \| \| \| \| \| \| \| \| \| \| \| \| \| \| \| \| \| 11. Duquesa Luisa Carlota de Mecklemburgo-Schwerin \| \| \| \| \| \| \| \| \| \| \| \| \| \| \| \| \| \| \| \| \| \| \| \| \| \| \| \| \| \| \| \| \| \| \| \| \| \| \| \| \| \| \| \| \| \| \| \| \| \| \| \| \| \| 23. Princesa Luisa de Sajonia-Coburgo-Gotha \| \| \| \| \| \| \| \| \| \| \| \| \| \| \| \| \| \| \| \| \| \| \| \| \| \| \| \| \| \| \| \| \| \| \| \| \| \| \| \| \| \| \| \| \| \| \| \| \| \| \| \| \| \| 1. Eduardo VII del Reino Unido \| \| \| \| \| \| \| \| \| \| \| \| \| \| \| \| \| \| \| \| \| \| \| \| \| \| \| \| \| \| \| \| \| \| \| \| \| \| \| \| \| \| \| \| \| \| \| \| \| \| \| \| \| \| 24. Federico, príncipe de Gales \| \| \| \| \| \| \| \| \| \| \| \| \| \| \| \| \| \| \| \| \| \| \| \| \| \| \| \| \| \| \| \| \| \| \| \| \| \| \| \| \| \| \| \| \| \| \| \| \| \| \| \| \| \| 12. Jorge III del Reino Unido \| \| \| \| \| \| \| \| \| \| \| \| \| \| \| \| \| \| \| \| \| \| \| \| \| \| \| \| \| \| \| \| \| \| \| \| \| \| \| \| \| \| \| \| \| \| \| \| \| \| \| \| \| \| 25. Princesa Augusta de Sajonia-Gotha \| \| \| \| \| \| \| \| \| \| \| \| \| \| \| \| \| \| \| \| \| \| \| \| \| \| \| \| \| \| \| \| \| \| \| \| \| \| \| \| \| \| \| \| \| \| \| \| \| \| \| \| \| \| 6. Príncipe Eduardo, duque de Kent y Strathearn \| \| \| \| \| \| \| \| \| \| \| \| \| \| \| \| \| \| \| \| \| \| \| \| \| \| \| \| \| \| \| \| \| \| \| \| \| \| \| \| \| \| \| \| \| \| \| \| \| \| \| \| \| \| 26. Duque Carlos Luis de Mecklemburgo-Strelitz, Señor de Mirow \| \| \| \| \| \| \| \| \| \| \| \| \| \| \| \| \| \| \| \| \| \| \| \| \| \| \| \| \| \| \| \| \| \| \| \| \| \| \| \| \| \| \| \| \| \| \| \| \| \| \| \| \| \| 13. Duquesa Carlota de Mecklemburgo-Strelitz \| \| \| \| \| \| \| \| \| \| \| \| \| \| \| \| \| \| \| \| \| \| \| \| \| \| \| \| \| \| \| \| \| \| \| \| \| \| \| \| \| \| \| \| \| \| \| \| \| \| \| \| \| \| 27. Princesa Isabel Albertina de Sajonia-Hildburghausen \| \| \| \| \| \| \| \| \| \| \| \| \| \| \| \| \| \| \| \| \| \| \| \| \| \| \| \| \| \| \| \| \| \| \| \| \| \| \| \| \| \| \| \| \| \| \| \| \| \| \| \| \| \| 3. Victoria del Reino Unido \| \| \| \| \| \| \| \| \| \| \| \| \| \| \| \| \| \| \| \| \| \| \| \| \| \| \| \| \| \| \| \| \| \| \| \| \| \| \| \| \| \| \| \| \| \| \| \| \| \| \| \| \| \| 28. Ernesto Federico, duque de Sajonia-Coburgo-Saalfeld (= 16) \| \| \| \| \| \| \| \| \| \| \| \| \| \| \| \| \| \| \| \| \| \| \| \| \| \| \| \| \| \| \| \| \| \| \| \| \| \| \| \| \| \| \| \| \| \| \| \| \| \| \| \| \| \| 14. Francisco, duque de Sajonia-Coburgo-Saalfeld (= 8) \| \| \| \| \| \| \| \| \| \| \| \| \| \| \| \| \| \| \| \| \| \| \| \| \| \| \| \| \| \| \| \| \| \| \| \| \| \| \| \| \| \| \| \| \| \| \| \| \| \| \| \| \| \| 29. Princesa Sofía Antonia de Brunswick-Wolfenbüttel (= 17) \| \| \| \| \| \| \| \| \| \| \| \| \| \| \| \| \| \| \| \| \| \| \| \| \| \| \| \| \| \| \| \| \| \| \| \| \| \| \| \| \| \| \| \| \| \| \| \| \| \| \| \| \| \| 7. Princesa Victoria de Sajonia-Coburgo-Saalfeld \| \| \| \| \| \| \| \| \| \| \| \| \| \| \| \| \| \| \| \| \| \| \| \| \| \| \| \| \| \| \| \| \| \| \| \| \| \| \| \| \| \| \| \| \| \| \| \| \| \| \| \| \| \| 30. Enrique XXIV, conde de Reuss-Ebersdorf (= 18) \| \| \| \| \| \| \| \| \| \| \| \| \| \| \| \| \| \| \| \| \| \| \| \| \| \| \| \| \| \| \| \| \| \| \| \| \| \| \| \| \| \| \| \| \| \| \| \| \| \| \| \| \| \| 15. Condesa Augusta de Reuss-Ebersdorf (= 9) \| \| \| \| \| \| \| \| \| \| \| \| \| \| \| \| \| \| \| \| \| \| \| \| \| \| \| \| \| \| \| \| \| \| \| \| \| \| \| \| \| \| \| \| \| \| \| \| \| \| \| \| \| \| 31. Condesa Carolina Ernestina de Erbach-Schönberg (= 19) \| \| \| \| \| \| \| \| \| \| \| \| \| \| \| \| \| \| \| \| \| \| \| \| \| \| \| \| \| \| \| \| \| \| \| \| \| \| \| \| \| \| \| \| \| \| \| \| \| \| \| \| |                                                                |  |  |  |  |  |  |  |  |  |  |  |  |  |  |  |
| |                                                                |  |  |  |  |  |  |  |  |  |  |  |  |  |  |  |
| | 16. Ernesto Federico, duque de Sajonia-Coburgo-Saalfeld        |  |  |  |  |  |  |  |  |  |  |  |  |  |  |  |
| |                                                                |  |  |  |  |  |  |  |  |  |  |  |  |  |  |  |
| |                                                                |  |  |  |  |  |  |  |  |  |  |  |  |  |  |  |
| | 8. Francisco, duque de Sajonia-Coburgo-Saalfeld                |  |  |  |  |  |  |  |  |  |  |  |  |  |  |  |
| |                                                                |  |  |  |  |  |  |  |  |  |  |  |  |  |  |  |
| |                                                                |  |  |  |  |  |  |  |  |  |  |  |  |  |  |  |
| | 17. Princesa Sofía Antonia de Brunswick-Wolfenbüttel           |  |  |  |  |  |  |  |  |  |  |  |  |  |  |  |
| |                                                                |  |  |  |  |  |  |  |  |  |  |  |  |  |  |  |
| |                                                                |  |  |  |  |  |  |  |  |  |  |  |  |  |  |  |
| | 4. Ernesto I, duque de Sajonia-Coburgo y Gotha                 |  |  |  |  |  |  |  |  |  |  |  |  |  |  |  |
| |                                                                |  |  |  |  |  |  |  |  |  |  |  |  |  |  |  |
| |                                                                |  |  |  |  |  |  |  |  |  |  |  |  |  |  |  |
| | 18. Enrique XXIV, conde de Reuss-Ebersdorf                     |  |  |  |  |  |  |  |  |  |  |  |  |  |  |  |
| |                                                                |  |  |  |  |  |  |  |  |  |  |  |  |  |  |  |
| |                                                                |  |  |  |  |  |  |  |  |  |  |  |  |  |  |  |
| | 9. Condesa Augusta de Reuss-Ebersdorf                          |  |  |  |  |  |  |  |  |  |  |  |  |  |  |  |
| |                                                                |  |  |  |  |  |  |  |  |  |  |  |  |  |  |  |
| |                                                                |  |  |  |  |  |  |  |  |  |  |  |  |  |  |  |
| | 19. Condesa Carolina Ernestina de Erbach-Schönberg             |  |  |  |  |  |  |  |  |  |  |  |  |  |  |  |
| |                                                                |  |  |  |  |  |  |  |  |  |  |  |  |  |  |  |
| |                                                                |  |  |  |  |  |  |  |  |  |  |  |  |  |  |  |
| | 2. Príncipe Alberto de Sajonia-Coburgo y Gotha                 |  |  |  |  |  |  |  |  |  |  |  |  |  |  |  |
| |                                                                |  |  |  |  |  |  |  |  |  |  |  |  |  |  |  |
| |                                                                |  |  |  |  |  |  |  |  |  |  |  |  |  |  |  |
| | 20. Ernesto II, duque de Sajonia-Gotha-Altenburgo              |  |  |  |  |  |  |  |  |  |  |  |  |  |  |  |
| |                                                                |  |  |  |  |  |  |  |  |  |  |  |  |  |  |  |
| |                                                                |  |  |  |  |  |  |  |  |  |  |  |  |  |  |  |
| | 10. Augusto, duque de Sajonia-Gotha-Altenburgo                 |  |  |  |  |  |  |  |  |  |  |  |  |  |  |  |
| |                                                                |  |  |  |  |  |  |  |  |  |  |  |  |  |  |  |
| |                                                                |  |  |  |  |  |  |  |  |  |  |  |  |  |  |  |
| | 21. Princesa Carlota de Sajonia-Meiningen                      |  |  |  |  |  |  |  |  |  |  |  |  |  |  |  |
| |                                                                |  |  |  |  |  |  |  |  |  |  |  |  |  |  |  |
| |                                                                |  |  |  |  |  |  |  |  |  |  |  |  |  |  |  |
| | 5. Princesa Luisa de Sajonia-Gotha-Altenburgo                  |  |  |  |  |  |  |  |  |  |  |  |  |  |  |  |
| |                                                                |  |  |  |  |  |  |  |  |  |  |  |  |  |  |  |
| |                                                                |  |  |  |  |  |  |  |  |  |  |  |  |  |  |  |
| | 22. Federico Francisco I, Gran Duque de Mecklemburgo-Schwerin  |  |  |  |  |  |  |  |  |  |  |  |  |  |  |  |
| |                                                                |  |  |  |  |  |  |  |  |  |  |  |  |  |  |  |
| |                                                                |  |  |  |  |  |  |  |  |  |  |  |  |  |  |  |
| | 11. Duquesa Luisa Carlota de Mecklemburgo-Schwerin             |  |  |  |  |  |  |  |  |  |  |  |  |  |  |  |
| |                                                                |  |  |  |  |  |  |  |  |  |  |  |  |  |  |  |
| |                                                                |  |  |  |  |  |  |  |  |  |  |  |  |  |  |  |
| | 23. Princesa Luisa de Sajonia-Coburgo-Gotha                    |  |  |  |  |  |  |  |  |  |  |  |  |  |  |  |
| |                                                                |  |  |  |  |  |  |  |  |  |  |  |  |  |  |  |
| |                                                                |  |  |  |  |  |  |  |  |  |  |  |  |  |  |  |
| | 1. Eduardo VII del Reino Unido                                 |  |  |  |  |  |  |  |  |  |  |  |  |  |  |  |
| |                                                                |  |  |  |  |  |  |  |  |  |  |  |  |  |  |  |
| |                                                                |  |  |  |  |  |  |  |  |  |  |  |  |  |  |  |
| | 24. Federico, príncipe de Gales                                |  |  |  |  |  |  |  |  |  |  |  |  |  |  |  |
| |                                                                |  |  |  |  |  |  |  |  |  |  |  |  |  |  |  |
| |                                                                |  |  |  |  |  |  |  |  |  |  |  |  |  |  |  |
| | 12. Jorge III del Reino Unido                                  |  |  |  |  |  |  |  |  |  |  |  |  |  |  |  |
| |                                                                |  |  |  |  |  |  |  |  |  |  |  |  |  |  |  |
| |                                                                |  |  |  |  |  |  |  |  |  |  |  |  |  |  |  |
| | 25. Princesa Augusta de Sajonia-Gotha                          |  |  |  |  |  |  |  |  |  |  |  |  |  |  |  |
| |                                                                |  |  |  |  |  |  |  |  |  |  |  |  |  |  |  |
| |                                                                |  |  |  |  |  |  |  |  |  |  |  |  |  |  |  |
| | 6. Príncipe Eduardo, duque de Kent y Strathearn                |  |  |  |  |  |  |  |  |  |  |  |  |  |  |  |
| |                                                                |  |  |  |  |  |  |  |  |  |  |  |  |  |  |  |
| |                                                                |  |  |  |  |  |  |  |  |  |  |  |  |  |  |  |
| | 26. Duque Carlos Luis de Mecklemburgo-Strelitz, Señor de Mirow |  |  |  |  |  |  |  |  |  |  |  |  |  |  |  |
| |                                                                |  |  |  |  |  |  |  |  |  |  |  |  |  |  |  |
| |                                                                |  |  |  |  |  |  |  |  |  |  |  |  |  |  |  |
| | 13. Duquesa Carlota de Mecklemburgo-Strelitz                   |  |  |  |  |  |  |  |  |  |  |  |  |  |  |  |
| |                                                                |  |  |  |  |  |  |  |  |  |  |  |  |  |  |  |
| |                                                                |  |  |  |  |  |  |  |  |  |  |  |  |  |  |  |
| | 27. Princesa Isabel Albertina de Sajonia-Hildburghausen        |  |  |  |  |  |  |  |  |  |  |  |  |  |  |  |
| |                                                                |  |  |  |  |  |  |  |  |  |  |  |  |  |  |  |
| |                                                                |  |  |  |  |  |  |  |  |  |  |  |  |  |  |  |
| | 3. Victoria del Reino Unido                                    |  |  |  |  |  |  |  |  |  |  |  |  |  |  |  |
| |                                                                |  |  |  |  |  |  |  |  |  |  |  |  |  |  |  |
| |                                                                |  |  |  |  |  |  |  |  |  |  |  |  |  |  |  |
| | 28. Ernesto Federico, duque de Sajonia-Coburgo-Saalfeld (= 16) |  |  |  |  |  |  |  |  |  |  |  |  |  |  |  |
| |                                                                |  |  |  |  |  |  |  |  |  |  |  |  |  |  |  |
| |                                                                |  |  |  |  |  |  |  |  |  |  |  |  |  |  |  |
| | 14. Francisco, duque de Sajonia-Coburgo-Saalfeld (= 8)         |  |  |  |  |  |  |  |  |  |  |  |  |  |  |  |
| |                                                                |  |  |  |  |  |  |  |  |  |  |  |  |  |  |  |
| |                                                                |  |  |  |  |  |  |  |  |  |  |  |  |  |  |  |
| | 29. Princesa Sofía Antonia de Brunswick-Wolfenbüttel (= 17)    |  |  |  |  |  |  |  |  |  |  |  |  |  |  |  |
| |                                                                |  |  |  |  |  |  |  |  |  |  |  |  |  |  |  |
| |                                                                |  |  |  |  |  |  |  |  |  |  |  |  |  |  |  |
| | 7. Princesa Victoria de Sajonia-Coburgo-Saalfeld               |  |  |  |  |  |  |  |  |  |  |  |  |  |  |  |
| |                                                                |  |  |  |  |  |  |  |  |  |  |  |  |  |  |  |
| |                                                                |  |  |  |  |  |  |  |  |  |  |  |  |  |  |  |
| | 30. Enrique XXIV, conde de Reuss-Ebersdorf (= 18)              |  |  |  |  |  |  |  |  |  |  |  |  |  |  |  |
| |                                                                |  |  |  |  |  |  |  |  |  |  |  |  |  |  |  |
| |                                                                |  |  |  |  |  |  |  |  |  |  |  |  |  |  |  |
| | 15. Condesa Augusta de Reuss-Ebersdorf (= 9)                   |  |  |  |  |  |  |  |  |  |  |  |  |  |  |  |
| |                                                                |  |  |  |  |  |  |  |  |  |  |  |  |  |  |  |
| |                                                                |  |  |  |  |  |  |  |  |  |  |  |  |  |  |  |
| | 31. Condesa Carolina Ernestina de Erbach-Schönberg (= 19)      |  |  |  |  |  |  |  |  |  |  |  |  |  |  |  |
| |                                                                |  |  |  |  |  |  |  |  |  |  |  |  |  |  |  |
| |                                                                |  |  |  |  |  |  |  |  |  |  |  |  |  |  |  |